# Sport-Club Freiburg 2023-2024 (femminile)
Questa voce raccoglie le informazioni riguardanti la squadra femminile dello Sport-Club Freiburg nelle competizioni ufficiali della stagione 2023-2024.

## Divise e sponsor
La grafica era la stessa adottata dal Friburgo maschile. Main sponsor era JobRad, azienda finanziaria finalizzata al leasing di velocipedi, sponsor tecnico, fornitore delle tenuta da gioco, era Nike.
| Casa | Trasferta | Terza Divisa |

## Organigramma societario
Area tecnica
- Allenatore: Theresa Merk
- Vice allenator1: Philo König, Luca Murdolo
- Preparatore dei portieri: Dominik Bergdorf
- Riabilitazione e Allenatore Individuale: Yuki Shigemura

## Rosa
Rosa, ruoli e numeri di maglia come da sito ufficiale, aggiornati al 26 settembre 2023, integrati dal sito della Federcalcio tedesca (DFB).
| N. |                        | Ruolo | Calciatrice               |
| -- | ---------------------- | ----- | ------------------------- |
| 1  | Germania (bandiera)    | P     | Lena Nuding               |
| 2  | Germania (bandiera)    | D     | Lisa Karl                 |
| 3  | Germania (bandiera)    | D     | Alina Axtmann             |
| 4  | Germania (bandiera)    | C     | Meret Felde               |
| 5  | Germania (bandiera)    | D     | Kim Fellhauer             |
| 6  | Stati Uniti (bandiera) | C     | Annie Karich              |
| 7  | Germania (bandiera)    | C     | Chiara Bouziane           |
| 8  | Germania (bandiera)    | C     | Selina Vobian             |
| 9  | Germania (bandiera)    | C     | Janina Minge              |
| 10 | Austria (bandiera)     | A     | Eileen Campbell           |
| 11 | Germania (bandiera)    | A     | Hasret Kayikçi (capitano) |
| 12 | Germania (bandiera)    | P     | Rafaela Borggräfe         |
| 13 | Germania (bandiera)    | D     | Judith Steinert           |
| 14 | Finlandia (bandiera)   | C     | Milla Punsar              |
| 16 | Germania (bandiera)    | D     | Greta Stegemann           |

| N. |                     | Ruolo | Calciatrice         |
| -- | ------------------- | ----- | ------------------- |
| 17 | Svizzera (bandiera) | A     | Svenja Fölmli       |
| 18 | Austria (bandiera)  | A     | Lisa Kolb           |
| 19 | Austria (bandiera)  | C     | Annabel Schasching  |
| 20 | Svizzera (bandiera) | A     | Leela Egli          |
| 21 | Germania (bandiera) | D     | Samantha Steuerwald |
| 22 | Germania (bandiera) | D     | Luisa Wensing       |
| 23 | Germania (bandiera) | C     | Marie Müller        |
| 26 | Germania (bandiera) | C     | Ally Gudorf         |
| 27 | Germania (bandiera) | A     | Giovanna Hoffmann   |
| 28 | Germania (bandiera) | A     | Cora Zicai          |
| 29 | Germania (bandiera) | P     | Julia Kassen        |
| 31 | Germania (bandiera) | C     | Mia Büchele         |
| 32 | Canada (bandiera)   | P     | Gabrielle Lambert   |
| 33 | Germania (bandiera) | P     | Rebecca Adamczyk    |

## Calciomercato

### Sessione estiva
| Acquisti | Acquisti             | Acquisti     | Acquisti                        |
| R.       | Nome                 | da           | Modalità                        |
| -------- | -------------------- | ------------ | ------------------------------- |
| P        | Rebecca Adamczyk     | Friburgo II  | integrata dalla squadra riserve |
| P        | Julia Kassen         | Wolfsburg    | [ 5 ] [ 6 ]                     |
| D        | Alicia-Sophie Gudorf | Colonia      | [ 7 ]                           |
| C        | Mia Büchele          | Basilea      | fine prestito                   |
| C        | Milla Punsar         | Honka        | [ 10 ]                          |
| C        | Selina Vobian        | MSV Duisburg | fine prestito                   |

| Cessioni | Cessioni           | Cessioni        | Cessioni                        |
| R.       | Nome               | a               | Modalità                        |
| -------- | ------------------ | --------------- | ------------------------------- |
| P        | Jule Baum          | Sand            | [ 11 ] [ 12 ]                   |
| P        | Gabrielle Lambert  | Friburgo II     | aggregata alla squadra riserve  |
| D        | Victoria Ezebinyuo | Friburgo II     | trasferita alla squadra riserve |
| D        | Nia Szenk          | Basilea         | prestito                        |
| D        | Jana Vojteková     | Basilea         | [ 11 ] [ 12 ]                   |
| C        | Alina Bantle       | Sand            | [ 11 ] [ 12 ]                   |
| C        | Riola Xhemaili     | Wolfsburg       | [ 14 ]                          |
| C        | Melina Reuter      | Carl Zeiss Jena | [ 11 ] [ 12 ]                   |

### Sessione invernale
| Acquisti | Acquisti        | Acquisti            | Acquisti      |
| R.       | Nome            | da                  | Modalità      |
| -------- | --------------- | ------------------- | ------------- |
| C        | Annie Karich    | Santa Clara Broncos | [ 15 ] [ 16 ] |
| A        | Eileen Campbell | Altach/Vorderland   | [ 17 ]        |
| A        | Leela Egli      | Zurigo              | [ 18 ]        |

| Cessioni | Cessioni     | Cessioni        | Cessioni      |
| R.       | Nome         | a               | Modalità      |
| -------- | ------------ | --------------- | ------------- |
| C        | Mia Büchele  | Amburgo         | [ 19 ]        |
| C        | Marie Müller | Portland Thorns | [ 20 ] [ 21 ] |

## Risultati

### Frauen-Bundesliga

#### Girone di andata
| Arbitro: | Hussein (Bad Harzburg) |

|                       |           |                              |
| Minge 7’ Fölmli 90+7’ | Marcatori | 21’ Schüller 90’ Naschenweng |

| Arbitro: | Duske (Leverkusen) |

|                             |           |                        |
| Fürst 37’ Halverkamps 90+4’ | Marcatori | 27’ Zicai 73’ Hoffmann |

| Arbitro: | Lutz (Poppenhausen) |

|                              |           |              |
| Nemeth 61’ (aut.) Fölmli 67’ | Marcatori | 25’ Weidauer |

| Arbitro: | Joos (Leinfelden-Echterdingen) |

|                                                |           |  |
| Karczewska 32’ Kögel 45+1’ Vilhjálmsdóttir 60’ | Marcatori |  |

| Arbitro: | Menzel (Hambrücken) |

|  |           |                       |
|  | Marcatori | 6’ Burkard 90+4’ Haim |

| Arbitro: | Wacker (Lehrensteinsfeld) |

|                        |           |                                  |
| Billa 60’ Memeti 90+3’ | Marcatori | 14’ Fölmli 47’ Kayikçi 82’ Zicai |

| Arbitro: | Wildfeuer (Lützen) |

|                                          |           |  |
| Pajor 36’, 50’ Endemann 40’ Lattwein 60’ | Marcatori |  |

| Arbitro: | Lutz (Poppenhausen) |

|                                            |           |                                                    |
| Müller 34’ (rig.) Kayikçi 39’ Hoffmann 83’ | Marcatori | 45+2’ (rig.) Wiankowska 72’ Schimmer 76’ Achcińska |

| Arbitro: | Hussein (Bad Harzburg) |

|  |           |          |
|  | Marcatori | 30’ Kolb |

| Arbitro: | Weigelt (Lipsia) |

|  |           |                                                   |
|  | Marcatori | 23’ Dunst 41’ (aut.) Axtmann 66’ Gräwe 70’ Anyomi |

| Arbitro: | Schwermer (Ballenstedt) |

|  |           |                      |
|  | Marcatori | 34’ Zicai 90+2’ Egli |

#### Girone di ritorno
| Arbitro: | Wacker (Lehrensteinsfeld) |

|                                                       |           |  |
| Sembrant 6’ Schüller 19’ Dallmann 58’ Naschenweng 60’ | Marcatori |  |

| Arbitro: | Breier (Zerf) |

|             |           |          |
| Minge 90+4’ | Marcatori | 66’ Ries |

| Arbitro: | Lutz (Poppenhausen) |

|  |           |                                      |
|  | Marcatori | 33’ Steuerwald 36’ Kolb 50’ Campbell |

| Friburgo in Brisgovia 10 marzo 2024, ore 18:30 CET 15ª giornata | Friburgo            | 0 – 0 referto | Bayer Leverkusen | Dreisamstadion (1 536 spett.)\| Arbitro: \| Menzel (Hambrücken) \| |
| Arbitro:                                                        | Menzel (Hambrücken) |               |                  |                                                                    |

| Norimberga 17 marzo 2024, ore 14:00 CET 16ª giornata | Norimberga                | 0 – 0 referto | Friburgo | Max-Morlock-Stadion (1 107 spett.)\| Arbitro: \| Wacker (Lehrensteinsfeld) \| |
| Arbitro:                                             | Wacker (Lehrensteinsfeld) |               |          |                                                                               |

| Arbitro: | Lutz (Poppenhausen) |

|                   |           |                                        |
| Karl 68’ Egli 79’ | Marcatori | 15’, 47’ Cazalla 55’ Kössler 80’ Billa |

| Arbitro: | Diekmann (Essen) |

|              |           |                                          |
| Campbell 59’ | Marcatori | 24’ Oberdorf 27’, 31’ Pajor 62’ Xhemaili |

| Arbitro: | Rafalski (Gudensberg) |

|                |           |  |
| Cerci 46’, 84’ | Marcatori |  |

| Arbitro: | Joos (Leinfelden-Echterdingen) |

|  |           |            |
|  | Marcatori | 864’ Maier |

| Arbitro: | Lutz (Poppenhausen) |

|                                          |           |                             |
| Freigang 16’, 54’ Chiba 34’ Reuteler 85’ | Marcatori | 6’ Kayikçi 90+3’ Schasching |

| Arbitro: | Wacker (Lehrensteinsfeld) |

|                        |           |             |
| Minge 29’ Campbell 60’ | Marcatori | 42’ Larsson |

### DFB-Pokal
| Arbitro: | Söder (Nürnberg (Norimberga) |

|              |           |                             |
| Bohnen 90+5’ | Marcatori | 48’ Steinert 67’ Steuerwald |

| Arbitro: | Michel (Magonza) |

|                          |           |                |
| Martinez 25’ Hanshaw 52’ | Marcatori | 87’ Steuerwald |

## Statistiche

### Statistiche di squadra
| Competizione         | Punti | In casa | In casa | In casa | In casa | In casa | In casa | In trasferta | In trasferta | In trasferta | In trasferta | In trasferta | In trasferta | Totale | Totale | Totale | Totale | Totale | Totale | DR  |
| Competizione         | Punti | G       | V       | N       | P       | Gf      | Gs      | G            | V            | N            | P            | Gf           | Gs           | G      | V      | N      | P      | Gf     | Gs     | DR  |
| -------------------- | ----- | ------- | ------- | ------- | ------- | ------- | ------- | ------------ | ------------ | ------------ | ------------ | ------------ | ------------ | ------ | ------ | ------ | ------ | ------ | ------ | --- |
| Frauen-Bundesliga    | 24    | 11      | 2       | 4       | 5       | 13      | 23      | 11           | 4            | 2            | 5            | 13           | 21           | 22     | 6      | 6      | 10     | 26     | 44     | -18 |
| DFB-Pokal der Frauen | -     | -       | -       | -       | -       | -       | -       | 2            | 1            | 0            | 1            | 3            | 3            | 2      | 1      | 0      | 1      | 3      | 3      | 0   |
| Totale               | -     | 11      | 2       | 4       | 5       | 13      | 23      | 13           | 5            | 2            | 6            | 16           | 24           | 24     | 7      | 6      | 11     | 29     | 47     | -18 |

### Andamento in campionato
| Giornata  | 1 | 2 | 3 | 4 | 5 | 6 | 7 | 8 | 9 | 10 | 11 | 12 | 13 | 14 | 15 | 16 | 17 | 18 | 19 | 20 | 21 | 22 |
| --------- | - | - | - | - | - | - | - | - | - | -- | -- | -- | -- | -- | -- | -- | -- | -- | -- | -- | -- | -- |
| Luogo     | C | T | C | T | C | T | T | C | T | C  | T  | T  | C  | T  | C  | T  | C  | C  | T  | C  | T  | C  |
| Risultato | N | N | V | P | P | V | P | N | V | P  | V  | P  | N  | V  | N  | N  | P  | P  | P  | P  | P  | V  |
| Posizione | 6 | 9 | 5 | 8 | 9 | 8 | 9 | 9 | 8 | 8  | 8  | 8  | 8  | 7  | 8  | 8  | 8  | 8  | 8  | 9  | 9  | 9  |

Legenda:

Luogo: C = Casa; T = Trasferta. Risultato: V = Vittoria; N = Pareggio; P = Sconfitta.

### Statistiche delle giocatrici
Sono in corsivo le calciatrici che hanno lasciato la squadra a stagione in corso.
| Giocatore      | Frauen-Bundesliga | Frauen-Bundesliga | Frauen-Bundesliga | Frauen-Bundesliga | DFB-Pokal der Frauen | DFB-Pokal der Frauen | DFB-Pokal der Frauen | DFB-Pokal der Frauen | Totale   | Totale | Totale      | Totale     |
| Giocatore      | Presenze          | Reti              | Ammonizioni       | Espulsioni        | Presenze             | Reti                 | Ammonizioni          | Espulsioni           | Presenze | Reti   | Ammonizioni | Espulsioni |
| -------------- | ----------------- | ----------------- | ----------------- | ----------------- | -------------------- | -------------------- | -------------------- | -------------------- | -------- | ------ | ----------- | ---------- |
| R. Adamczyk    | 0                 | 0                 | 0                 | 0                 | 0                    | 0                    | 0                    | 0                    | 0        | 0      | 0           | 0          |
| A. Axtmann     | 15                | 0                 | 1                 | 0                 | 2                    | 0                    | 0                    | 0                    | 17       | 0      | 1           | 0          |
| M. Blöchlinger | -                 | -                 | -                 | -                 | -                    | -                    | -                    | -                    | -        | -      | -           | -          |
| R. Borggräfe   | 14                | -25               | 0                 | 0                 | 1                    | -2                   | 0                    | 0                    | 15       | -27    | 0           | 0          |
| C. Bouziane    | 1                 | 0                 | 0                 | 0                 | -                    | -                    | -                    | -                    | 1        | 0      | 0           | 0          |
| M. Büchele     | -                 | -                 | -                 | -                 | -                    | -                    | -                    | -                    | -        | -      | -           | -          |
| E. Campbell    | 12                | 3                 | 2                 | 0                 | 1                    | 0                    | 0                    | 0                    | 13       | 3      | 2           | 0          |
| L. Egli        | 5                 | 2                 | 0                 | 0                 | 1                    | 0                    | 0                    | 0                    | 6        | 2      | 0           | 0          |
| V. Ezebinyuo   | -                 | -                 | -                 | -                 | -                    | -                    | -                    | -                    | -        | -      | -           | -          |
| M. Felde       | -                 | -                 | -                 | -                 | -                    | -                    | -                    | -                    | -        | -      | -           | -          |
| K. Fellhauer   | -                 | -                 | -                 | -                 | -                    | -                    | -                    | -                    | -        | -      | -           | -          |
| S. Fölmli      | 7                 | 3                 | 0                 | 0                 | 1                    | 0                    | 0                    | 0                    | 8        | 3      | 0           | 0          |
| A-S. Gudorf    | 21                | 0                 | 2                 | 0                 | 2                    | 0                    | 0                    | 0                    | 23       | 0      | 2           | 0          |
| G. Hoffmann    | 20                | 1                 | 1                 | 0                 | 1                    | 0                    | 0                    | 0                    | 21       | 1      | 1           | 0          |
| A. Karich      | 12                | 0                 | 1                 | 0                 | 1                    | 0                    | 0                    | 0                    | 13       | 0      | 1           | 0          |
| L. Karl        | 22                | 1                 | 2                 | 0                 | 2                    | 0                    | 0                    | 0                    | 24       | 1      | 2           | 0          |
| J. Kassen      | 5                 | -10               | 0                 | 0                 | 1                    | -1                   | 0                    | 0                    | 6        | -11    | 0           | 0          |
| H. Kayikçi     | 22                | 3                 | 1                 | 0                 | 2                    | 0                    | 0                    | 0                    | 24       | 3      | 1           | 0          |
| L. Kolb        | 16                | 2                 | 0                 | 0                 | 1                    | 0                    | 0                    | 0                    | 17       | 2      | 0           | 0          |
| G. Lambert     | 4                 | -9                | 0                 | 0                 | 0                    | 0                    | 0                    | 0                    | 4        | -9     | 0           | 0          |
| J. Minge       | 22                | 3                 | 3                 | 0                 | 2                    | 0                    | 0                    | 0                    | 24       | 3      | 3           | 0          |
| M. Müller      | 11                | 1                 | 1                 | 0                 | 1                    | 0                    | 0                    | 0                    | 12       | 1      | 1           | 0          |
| L. Nuding      | -                 | -                 | -                 | -                 | -                    | -                    | -                    | -                    | -        | -      | -           | -          |
| M. Punsar      | 12                | 0                 | 0                 | 0                 | 2                    | 0                    | 0                    | 0                    | 14       | 0      | 0           | 0          |
| A. Schasching  | 22                | 1                 | 4                 | 0                 | 2                    | 0                    | 1                    | 0                    | 24       | 1      | 5           | 0          |
| G. Stegemann   | 10                | 0                 | 2                 | 0                 | 2                    | 0                    | 0                    | 0                    | 12       | 0      | 2           | 0          |
| J. Steinert    | 20                | 0                 | 0                 | 0                 | 2                    | 1                    | 0                    | 0                    | 22       | 1      | 0           | 0          |
| S. Steuerwald  | 21                | 1                 | 6                 | 0                 | 2                    | 2                    | 0                    | 0                    | 23       | 3      | 6           | 0          |
| S. Vobian      | 20                | 0                 | 1                 | 0                 | 2                    | 0                    | 0                    | 0                    | 22       | 0      | 1           | 0          |
| L. Wensing     | 1                 | 0                 | 0                 | 0                 | -                    | -                    | -                    | -                    | 1        | 0      | 0           | 0          |
| C. Zicai       | 22                | 3                 | 1                 | 0                 | 1                    | 0                    | 0                    | 0                    | 23       | 3      | 1           | 0          |